# Nieuwerkerk aan den IJssel
Nieuwerkerk aan den IJssel (anhörenⓘ) war eine Gemeinde in den Niederlanden, Provinz Südholland. Am 1. Januar 2010 wurde sie mit Moordrecht und Zevenhuizen-Moerkapelle zur neuen Gemeinde Zuidplas zusammengeschlossen.

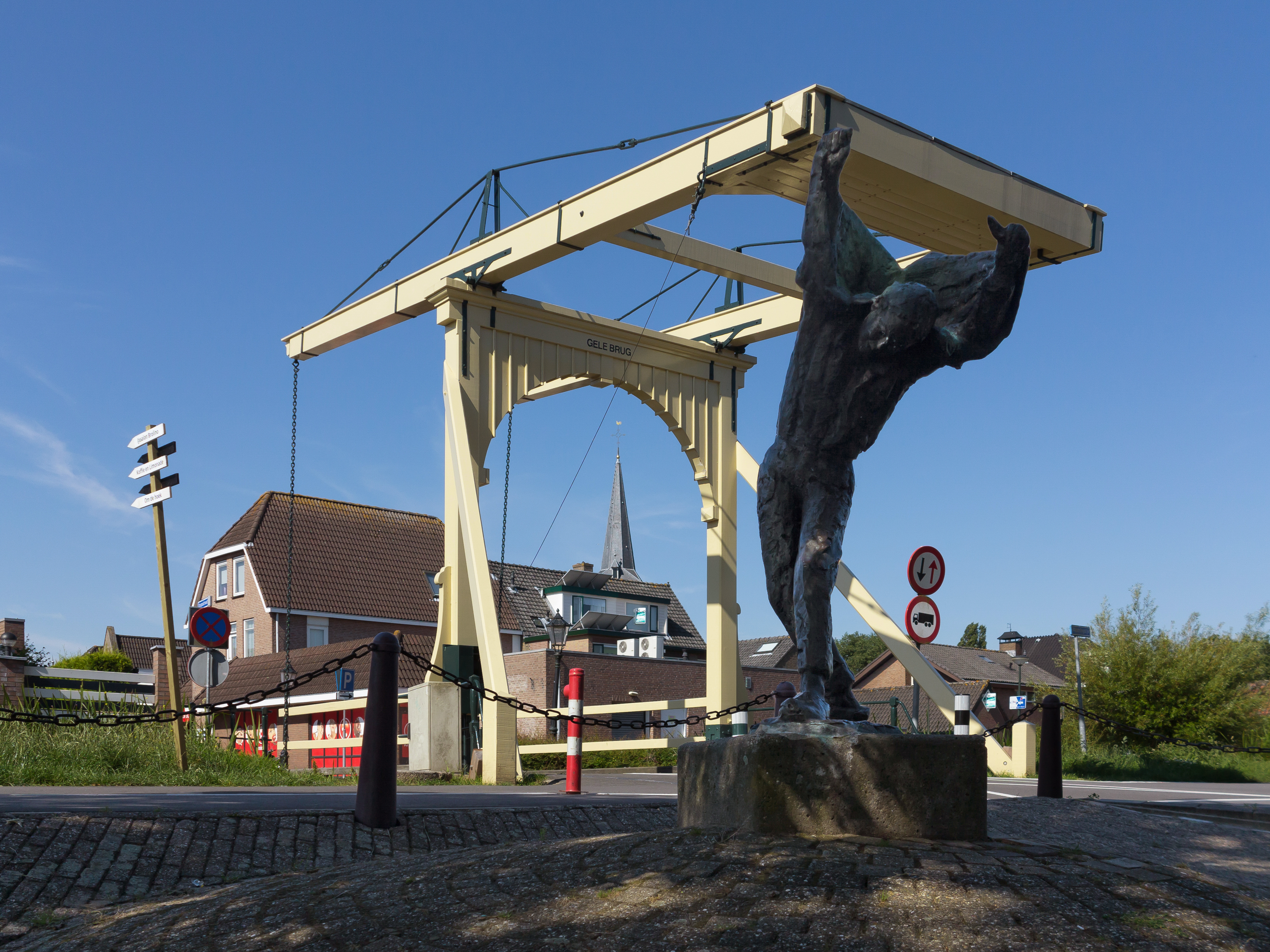
Skulptur mit Brücke (de Gele Brug)

## Geographie
Das Dorf liegt an der Hollandse IJssel, zwischen Rotterdam (10 km nach Südwesten) und Gouda. Nieuwerkerk aan den IJssel ist mit -6,74 m NAP der tiefste Punkt der Niederlande. Im Ort befindet sich dazu ein Denkmal.

## Geschichte
Die Geschichte des Ortes ist ungefähr dieselbe wie jene der umliegenden Orte, u. a. des westlichen Nachbarn Capelle aan den IJssel. Im Jahr 1953 wurde bei der Hollandsturmflut des 1. Februars ein Deichdurchbruch verhindert, indem man einen Kahn in einem brüchigen Deichabschnitt befestigte.

## Wirtschaft
In Nieuwerkerk leben viele Pendler, die in den umliegenden Städten arbeiten. Es gibt auch viel Gewerbe, u. a. Logistikzentren der Firmen Rucanor (Sportschuhe) und Geveke Amsterdam (Pumpen und Maschinenteile). Auch der Tourismus ist nicht unbedeutend.

## Verkehr
Nieuwerkerk aan den IJssel hat Anschluss (Nr. 17) an die Autobahn A 20 zwischen Rotterdam und Gouda.
Auch hat Nieuwerkerk einen Kleinbahnhof an der Bahnstrecke Utrecht–Rotterdam.

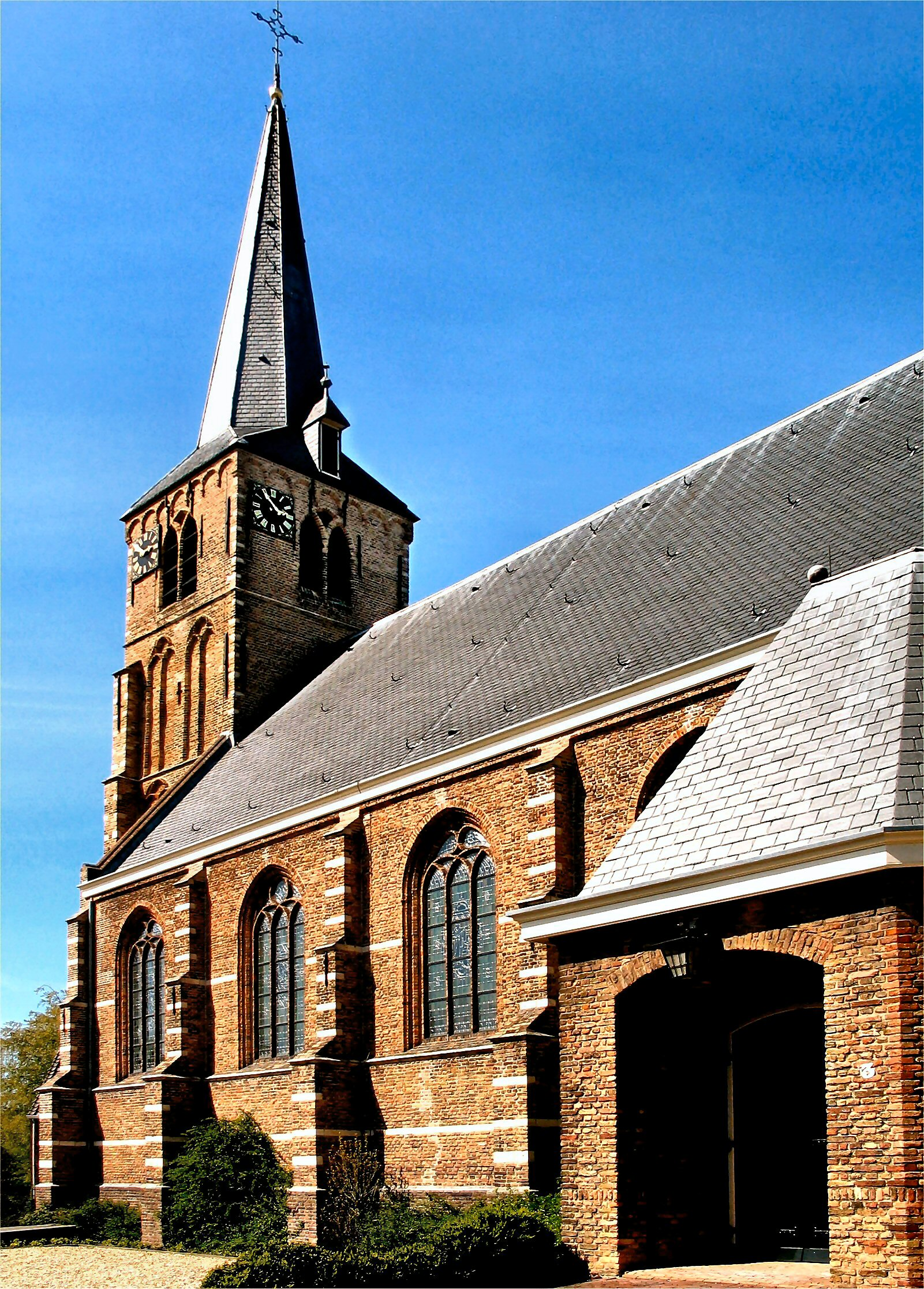
Reformierte Kirche in Nieuwerkerk

## Sehenswürdigkeiten
- Naherholungsgebiet Hitland mit unlängst angepflanztem Wald und Campingplatz sowie beschildertem Wanderweg
- Denkmal: der tiefste Punkt der Niederlande (-6,74 m NAP)
- Alte Dorfkirche: um 1500 erbaut, spätgotisch
- An der alten Straße s-Gravenweg, die schon im 17. Jahrhundert gepflastert war, stehen einige schöne alte Bauernhöfe, von denen einer ein kleines Heimatmuseum beherbergt.
- Die Polderlandschaft in der Umgebung ist reich an Vögeln. Man kann hier eine Radwanderung machen. Der Ort hat ein Hotel des Van der Valk-Konzerns.
- Der Ort hat einen Yachthafen.

## Politik

### Sitzverteilung im Gemeinderat
| Partei                       | Sitze | Sitze | Sitze | Sitze |
| Partei                       | 1994  | 1998  | 2002  | 2006  |
| ---------------------------- | ----- | ----- | ----- | ----- |
| VVD                          | 5     | 4     | 6     | 6     |
| PvdA                         | 3     | 3     | 2     | 4     |
| CDA                          | 4     | 3     | 3     | 3     |
| ChristenUnie/SGP             | —     | —     | 3     | 3     |
| Gemeentebelangen Nieuwerkerk | —     | 4     | 4     | 3     |
| D66                          | 3     | 1     | 1     | —     |
| SGP/RPF/GPV                  | 2     | 2     | —     | —     |
| Gesamt                       | 17    | 17    | 19    | 19    |

## Persönlichkeiten
- Arie Slob (* 1961), Politiker
- Maarten Albert Vente (1915–1989), Musikwissenschaftler und Organologe
- Leontien Zijlaard-van Moorsel (* 1970), Radrennfahrerin und vierfache Olympiasiegerin, lebt in Nieuwerkerk aan den IJssel
- Michael Zijlaard (* 1971), Radrennfahrer und Radsportfunktionär

## Städtepartnerschaften
- Bückeburg, Deutschland, seit 1974